# Yitzhak Berman

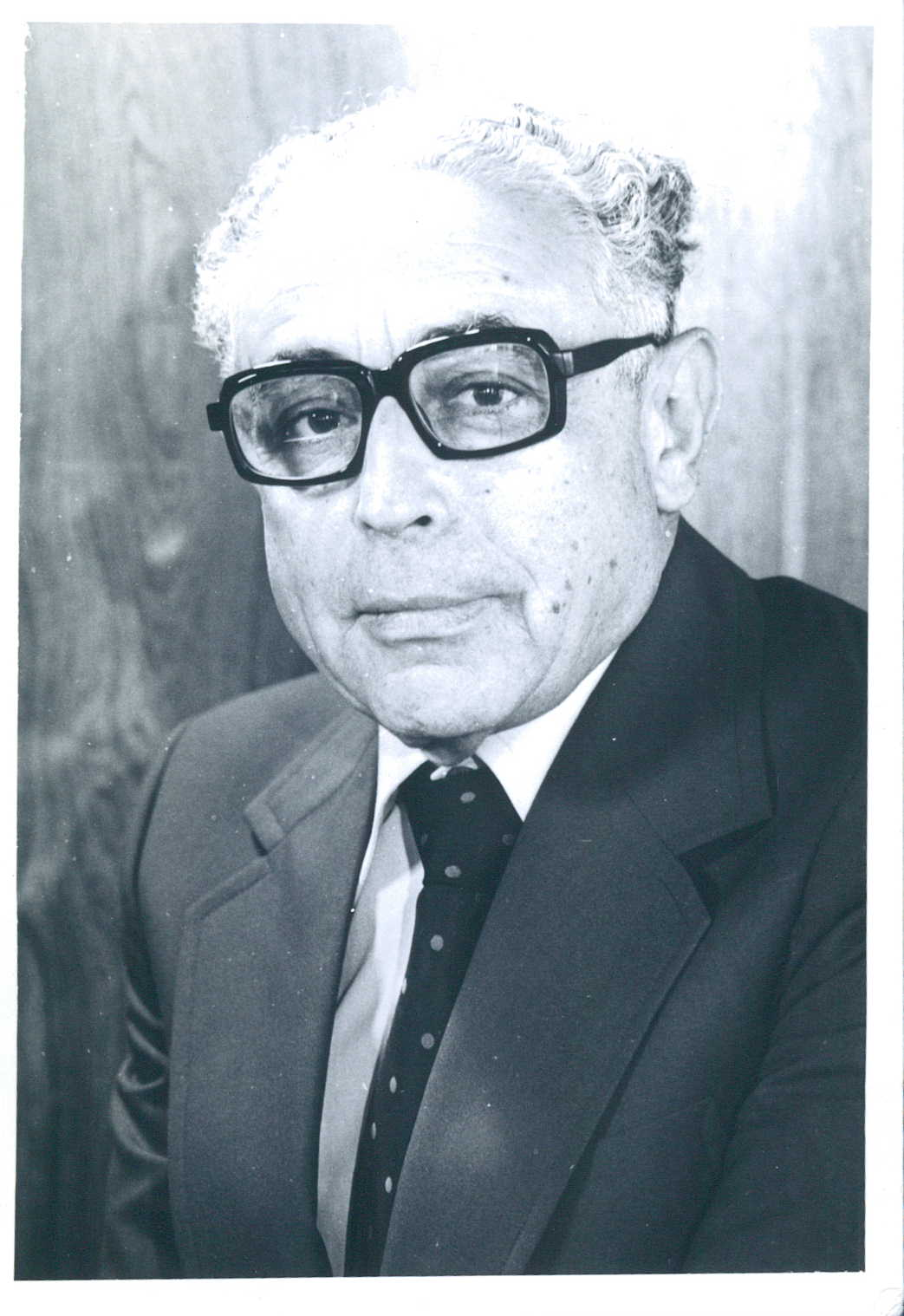
Yitzhak Berman

Jitzchak Berman (hebräisch יצחק ברמן; * 3. Juni 1913 in Berdytschiw, Ukraine; † 4. August 2013 in Tel Aviv) war ein israelischer Politiker, der kurzzeitig Minister und Präsident der Knesset war.

## Leben
Berman, der durch die Auswanderung (Alija) seiner Eltern 1920 nach Palästina kam, studierte zunächst am Lehrerseminar in Jerusalem, ehe er nach einem Studium der Rechtswissenschaften an der Universität London als Jurist tätig war. 1939 wurde er als Anhänger von David Raziel Mitglied der Irgun Tzwa’i Le’umi, einer auch als Etzel bekannten zionistischen Untergrundbewegung, und war in ihrem Nachrichtendienst tätig. Während des Zweiten Weltkrieges stand er in Verbindung mit den Alliierten und diente zwischen 1941 und 1945 als Nachrichtenoffizier in der British Army.
Nach der Gründung des Staates Israel am 14. Mai 1948 wurde er als Major in die am 31. Mai 1948 gegründeten Israelischen Streitkräfte übernommen und diente dort bis 1950. Im Anschluss wurde er zunächst Rechtsberater und dann bis 1954 Generaldirektor der Kaizer-Frazier-Fabrik in Haifa. 1951 wurde er Mitglied der Partei der Allgemeinen Zionisten, die sich 1961 auflöste. Im Anschluss wurde er Mitglied der Cherut und 1964 Leiter des Sekretariats der Cherut von Tel Aviv. Nach der Vereinigung der Cherut mit der Gachal zur Likud im Jahr 1973 wurde Berman 1974 Vorsitzender des Nationalsekretariats der Likud.
Am 13. Juni 1977 wurde Jitzchak Berman erstmals zum Mitglied in die Knesset gewählt und vertrat in ihr bis zum 13. August 1984 die Interessen der Likud. Am 12. März 1980 wurde er schließlich als Sprecher der Knesset Parlamentspräsident und behielt dieses Amt bis zum 20. Juli 1981. Zugleich war er zeitweise Vorsitzender des Hauptausschusses des Parlaments.
Am 5. August 1981 wurde Berman von Ministerpräsident Menachem Begin zum Minister für Energie und Infrastruktur in dessen Kabinett berufen. Am 5. Juni 1982 enthielten er und Simcha Ehrlich sich in der Sondersitzung des Ministerrats der Stimme, als Israel den Libanonkrieg begann. Menachem Begin hatte ihnen keine für sie zufriedenstellenden Antworten über das beabsichtigte Vorgehen bei einem militärischen Vormarsch auf Beirut geben können.
Am 30. September 1982 trat er von seinem Ministeramt zurück und drückte damit seine Ablehnung gegenüber der Haltung der Regierung Begin aus. Diese hatte sich zunächst geweigert, eine Untersuchungskommission bezüglich der Massaker von Sabra und Schatila einzurichten. Erst der Druck von Massenprotesten und die Befürchtung, andere Minister könnten Berman folgen, veranlasste Begin dazu, die Kahan-Kommission einzurichten.
Nach seinem Austritt aus der Likud war er 1986 Gründer und Vorsitzender der Liberalen Zentrumspartei, ehe er 1987 zu den Gründern der Zentrumspartei gehörte. Israels Premierminister Netanjahu würdigte Berman in einem Nachruf als „Nationalisten, israelischen Patrioten und wahren Juden“.